# 石邮傩神庙
石邮傩神庙位于中国江西省抚州市南丰县三溪乡石邮村西南村口，是中国现存历史最久远的傩神庙。每年从正月的跳傩从这里开始。2006年列入第一批国家级非物质文化遗产代表性项目名录。

## 历史
石邮傩神庙系明宣德年间，广东海阳县知县吴潮宗回到家乡创建。嘉靖四十年（1561年）庙毁。清乾隆四十六年（1781年）重建。1985年春节失火，神像、面具烧毁，后按原样修复。

## 建筑
石邮傩神庙为赣派建筑风格，青砖砌筑，八字大门。殿内供奉傩神太子，匾额“浩气光天”、“正法久住”。

## 保护
2018年3月9日，石邮傩神庙公布为第六批江西省文物保护单位，编号6-3-062。